# Woodley (Berkshire)
Pour les articles homonymes, voir Woodley.
Woodley est une ville et une paroisse civile situé dans le Berkshire. 